# Comuna Sofiivka, Novomîkolaiivka
Sofiivka (în ucraineană Софіївка) este o comună în raionul Novomîkolaiivka, regiunea Zaporijjea, Ucraina, formată din satele Horlîțke, Kameanka, Kameanuvate, Mîkolai-Pole, Novohrîhorivka, Sadove și Sofiivka (reședința).

## Demografie
Componența lingvistică a comunei Sofiivka
     Ucraineană (95,91%)
     Rusă (2,63%)
     Alte limbi (0,39%)
Conform recensământului din 2001, majoritatea populației comunei Sofiivka era vorbitoare de ucraineană (95,91%), existând în minoritate și vorbitori de rusă (2,63%).